# أندرو باين (طبال)
أندرو باين (بالإنجليزية: Andrew Bain)‏ هو طبال بريطاني، ولد في 1979.